# Комар, Анна
Анна Комар (бел. Ганна Комар, род. 20 марта 1989, г. Барановичи, Брестская область) — белорусская поэтесса, писательница и переводчица. Член Союза белорусских писателей и Белорусского ПЭН-центра.

## Биография
Училась в Барановичской школе № 19, лицее № 1. Окончила факультет английского языка Минского государственного лингвистического университета, Белорусский коллегиум, Школу молодого писателя, учится в Школе поэзии и перевода Союза белорусских писателей. Посещала переводческую мастерскую.
Живёт в Минске.

## Творчество
Автор поэтических сборников «Страх вышыні» (Страх высоты, 2016) и «Recycled» (2018). Некоторые произведения Анны Комар переведены на польский язык.
Переводит с английского языка. Составитель и переводчик (вместе с Юлией Тимофеевой и Натальей Бинкевич) сборника переводов Чарльза Буковски «Свет, и воздух, и место, и время» (2017). Переводит свои тексты на английский язык.
Экспериментирует в жанрах фото и видеопоэзии, записывает свои тексты с музыкальным оформлением. Сотрудничала с белорусской электронной группой «Maximalism» в рамках конкурса молодых исполнителей «Заспявай-5».
Стихи, переводы и проза публиковались в журналах «Дзеяслоў», «Маладосць», «Паміж» и газете «Літаратура і Мастацтва».
Участвовала в поэтических фестивалях «Вершы на асфальце» («Стихи на асфальте», Минск), «Прадмова» («Предисловие», Минск, Гродно, Брест), Литературной неделе Евразийской творческой гильдии (Лондон), «Время поэтов» (Люблин), поэтических слэмах и конкурсах («Стихи на асфальте», «Паровозик», «Дорогой поэт»), проекты «Вершаява» и «Перастварэнне» (Трансформация) Фонда Роберта Боша и Белорусского ПЕН-центра (2017—2018), Творческой резиденции ирландского художника Марка Деркана в музее Заира Азгура (2018).
С 9 июня 2020 года — член Союза белорусских писателей.
Финалист конкурса экслибрисов им. Рыгора Барадулина (2015), Премии «Дебют» имени Максима Богдановича (2017) в номинации «Поэзия», Премия Натальи Арсеньевой (2017).

### Поэзия
- Страх вышыні. — Мн.: Кнігазбор, 2016.
- Recycled. — London: Hertfordshire Press, 2018.

### Переводы
- Чарльз Букоўскі. Святло, і паветра, і месца, і час : зборнік перакладаў / [аўтар-укладальнік Г. Комар; пераклад з англійскай Г. Комар, Ю. Цімафеевай, Н. Бінкевіч]. — Мн. : Harvest, 2017. — 127 с. ; 18 см. — 1000 экз. — ISBN 978-985-18-4133-8

## Награды
- Премия имени Марзии Закирьяновой за лучшее женское произведение (2017, Стокгольм)
- Премия «Дебют» в категории «художественный перевод» за сборник Чарльза Буковски «Свет, и воздух, и место, и время» (совместно с Юлией Тимофеевой и Натальей Бинкевич)[6].
- Премия Союза писателей Норвегии за свободу слова (2020)[7]